# Freire (sacerdote)
Se llamaba freire al sacerdote de una de las cuatro órdenes militares españolas que vivía en comunidad en la casa profesa de aquella. 
Uno de los encargos oficiales de los freires era la verificación local de los documentos que presentaba al Consejo Real de las órdenes el oficial agraciado por el Soberano en comprobación de la nobleza y demás circunstancias que se exigían por estatutos. En estos casos, el freire recibía las dietas de estilo que debía satisfacer el agraciado. 